# Saison 2018 de la WTA
Cet article traite de la saison 2018 de tennis féminin. Pour la saison masculine, voir Saison 2018 de l'ATP.
Pour un article plus général, voir 2018 en tennis.
Vainqueurs des tournois majeurs
Cette page rassemble les résultats de la saison 2018 de tennis féminin ou WTA Tour 2018 qui est constituée de 68 tournois répartis de la façon suivante :
- 64 sont organisés par la WTA :
  - les tournois WTA Premier : 4 Premier Mandatory (PREMIER*), 5 tournois Premier 5 et 12 tournois Premier ;
  - les tournois WTA International, au nombre de 31 ;
  - les tournois WTA 125, au nombre de 10 ;
  - le Masters ou WTA Tour Finals qui réunit les huit meilleures joueuses au classement WTA en fin de saison ;
  - le WTA Elite Trophy qui regroupe les joueuses non qualifiées pour le Masters, classées entre la 9e et la 20e place au classement.
- les 4 tournois du Grand Chelem.

À ces compétitions individuelles s'ajoutent 2 compétitions par équipes nationales organisées par l'ITF : la Fed Cup et la Hopman Cup (compétition mixte qui n'attribue pas de points WTA).
Victoria Azarenka, Simona Halep, Angelique Kerber, Svetlana Kuznetsova, Petra Kvitová, Garbiñe Muguruza, Naomi Osaka, Jeļena Ostapenko, Francesca Schiavone, Maria Sharapova, Sloane Stephens, Samantha Stosur, Serena Williams, Venus Williams et Caroline Wozniacki sont les joueuses en activité qui ont remporté un tournoi du Grand Chelem.

## Nouveautés 2018
- Le tournoi de Newport Beach est créé en catégorie WTA 125[2], il se tient en janvier, durant la 2e semaine de l'Open d'Australie.
- Un second tournoi est créé à Indian Wells en catégorie WTA 125[3], La ville américaine organise donc 2 tournois successifs, un premier en fin février en catégorie WTA 125 et un second en début mars en catégorie Premier Mandatory.
- L'Open de Malaisie est supprimé, pour défaut de paiement[4]. Il sera remplacé dès 2019 par le tournoi de Palerme, qui a accueilli un tournoi WTA entre 1988 et 2013.
- Après une seule édition à Bienne, l'Open de Suisse est déplacé à Lugano, qui a accueilli un tournoi WTA entre 1981 et 1986. Celui-ci change également de surface passant du dur (int.) à la terre battue (ext.)[5].
- Le tournoi d'Anning, classé ITF 100 000 $ en 2017, fait son entrée dans le calendrier WTA en étant promu au rang de tournoi WTA 125.
- Le tournoi de Båstad est déplacé à Moscou. La capitale russe organise donc 2 tournois, un premier en juillet en catégorie International, sur terre battue et un second en octobre en catégorie Premier, sur dur en intérieur[6].
- L'Open de Stanford est déplacé à San José[7].
- L'Open du Japon est déplacé de Tokyo à Hiroshima[8].

## Classements

### Évolution du top 10
| Rang | Évolution          | Nom   | Points |
| ---- | ------------------ | ----- | ------ |
| 1    | Simona Halep       | 6 175 |        |
| 2    | Garbiñe Muguruza   | 6 135 |        |
| 3    | Caroline Wozniacki | 6 015 |        |
| 4    | Karolína Plíšková  | 5 730 |        |
| 5    | Venus Williams     | 5 597 |        |
| 6    | Elina Svitolina    | 5 500 |        |
| 7    | Jeļena Ostapenko   | 5 010 |        |
| 8    | Caroline Garcia    | 4 385 |        |
| 9    | Johanna Konta      | 3 610 |        |
| 10   | Coco Vandeweghe    | 3 258 |        |

| Rang | Évolution             | Nom    | Points |
| ---- | --------------------- | ------ | ------ |
| 1    | Chan Yung-jan         | 10 130 |        |
| 1    | Martina Hingis        | 10 130 |        |
| 3    | Ekaterina Makarova    | 7 320  |        |
| 3    | Elena Vesnina         | 7 320  |        |
| 5    | Andrea Hlaváčková     | 6 885  |        |
| 6    | Lucie Šafářová        | 6 800  |        |
| 7    | Tímea Babos           | 5 600  |        |
| 8    | Bethanie Mattek-Sands | 5 591  |        |
| 9    | Peng Shuai            | 4 890  |        |
| 10   | Casey Dellacqua       | 4 715  |        |

| Rang | Évolution       | Nom                | Points |
| ---- | --------------- | ------------------ | ------ |
| 1    | en stagnation   | Simona Halep       | 6 921  |
| 2    | en augmentation | Angelique Kerber   | 5 875  |
| 3    | en stagnation   | Caroline Wozniacki | 5 586  |
| 4    | en augmentation | Elina Svitolina    | 5 350  |
| 5    | en augmentation | Naomi Osaka        | 5 115  |
| 6    | en augmentation | Sloane Stephens    | 5 023  |
| 7    | en augmentation | Petra Kvitová      | 4 630  |
| 8    | en diminution   | Karolína Plíšková  | 4 465  |
| 9    | en augmentation | Kiki Bertens       | 4 335  |
| 10   | en augmentation | Daria Kasatkina    | 3 415  |

| Rang | Évolution       | Nom                  | Points |
| ---- | --------------- | -------------------- | ------ |
| 1    | en augmentation | Barbora Krejčíková   | 7 775  |
| 1    | en augmentation | Kateřina Siniaková   | 7 775  |
| 3    | en augmentation | Tímea Babos          | 7 765  |
| 3    | en augmentation | Kristina Mladenovic  | 7 765  |
| 5    | en augmentation | Barbora Strýcová     | 6 535  |
| 6    | en diminution   | Ekaterina Makarova   | 6 205  |
| 7    | en augmentation | Ashleigh Barty       | 6 101  |
| 8    | en augmentation | Demi Schuurs         | 5 925  |
| 9    | en diminution   | Andrea S. Hlaváčková | 5 840  |
| 10   | en augmentation | Gabriela Dabrowski   | 5 085  |

### Résultat des gains en tournoi
| #  | Joueuse              | Pays       | Simple      | Double    | Mixte   | Total       |
| -- | -------------------- | ---------- | ----------- | --------- | ------- | ----------- |
| 1  | Simona Halep         | Roumanie   | 6 314 890 $ | 44 674 $  | 0 $     | 7 409 564 $ |
| 2  | Caroline Wozniacki   | Danemark   | 6 657 719 $ | 0 $       | 0 $     | 6 657 719 $ |
| 3  | Naomi Osaka          | Japon      | 6 394 289 $ | 0 $       | 0 $     | 6 394 289 $ |
| 4  | Elina Svitolina      | Ukraine    | 5 213 643 $ | 16 366 $  | 7 238 $ | 5 737 247 $ |
| 5  | Angelique Kerber     | Allemagne  | 5 686 362 $ | 0 $       | 0 $     | 5 686 362 $ |
| 6  | Sloane Stephens      | États-Unis | 5 028 342 $ | 35 280 $  | 4 477 $ | 5 068 099 $ |
| 7  | Serena Williams      | États-Unis | 3 746 057 $ | 24 113 $  | 0 $     | 3 770 170 $ |
| 8  | Karolína Plíšková    | Tchéquie   | 3 054 150 $ | 34 900 $  | 0 $     | 3 539 050 $ |
| 9  | Petra Kvitová        | Tchéquie   | 3 301 389 $ | 0 $       | 0 $     | 3 301 389 $ |
| 10 | Kiki Bertens         | Pays-Bas   | 3 023 982 $ | 139 706 $ | 0 $     | 3 163 688 $ |
| 11 | Ashleigh Barty       | Australie  | 1 943 108 $ | 879 144 $ | 1 119 $ | 2 823 371 $ |
| 12 | Anastasija Sevastova | Lettonie   | 2 553 435 $ | 143 979 $ | 0 $     | 2 765 414 $ |
| 13 | Daria Kasatkina      | Russie     | 2 646 711 $ | 32 730 $  | 0 $     | 2 747 441 $ |
| 14 | Garbiñe Muguruza     | Espagne    | 2 071 708 $ | 3 781 $   | 0 $     | 2 675 489 $ |
| 15 | Jeļena Ostapenko     | Lettonie   | 2 069 794 $ | 179 576 $ | 2 794 $ | 2 602 164 $ |
| 16 | Madison Keys         | États-Unis | 2 547 212 $ | 7 641 $   | 0 $     | 2 554 853 $ |

Source : Classement des gains en tournoi sur le site officiel de la WTA.

## Palmarès
| Grand Chelem              |
| WTA Finals                |
| WTA Elite Trophy          |
| Tournoi WTA Premier       |
| Tournoi WTA International |
| Tournoi WTA 125           |

### Simple
| No | Date       | Nom et lieu du tournoi                                   | Catégorie    | Dotation         | Surface         | Vainqueure                | Finaliste             | Score            | [ 11 ]  |
| -- | ---------- | -------------------------------------------------------- | ------------ | ---------------- | --------------- | ------------------------- | --------------------- | ---------------- | ------- |
| 1  | 31/12/2017 | Brisbane International presented by Suncorp, Brisbane    | Premier      | 894 700 $        | Dur (ext.)      | Elina Svitolina           | Aliaksandra Sasnovich | 6-2, 6-1         | Tableau |
| 2  | 31/12/2017 | Shenzhen Open, Shenzhen                                  | Intern'l     | 626 750 $        | Dur (ext.)      | Simona Halep              | Kateřina Siniaková    | 6-1, 2-6, 6-0    | Tableau |
| 3  | 01/01/2018 | ASB Classic, Auckland                                    | Intern'l     | 226 750 $        | Dur (ext.)      | Julia Görges              | Caroline Wozniacki    | 6-4, 7-64        | Tableau |
| 4  | 07/01/2018 | Sydney International, Sydney                             | Premier      | 733 900 $        | Dur (ext.)      | Angelique Kerber          | Ashleigh Barty        | 6-4, 6-4         | Tableau |
| 5  | 07/01/2018 | Hobart International, Hobart                             | Intern'l     | 226 750 $        | Dur (ext.)      | Elise Mertens             | Mihaela Buzărnescu    | 6-1, 4-6, 6-3    | Tableau |
| 6  | 15/01/2018 | Australian Open, Melbourne                               | G. Chelem    | 20 440 000 AU$ $ | Dur (ext.)      | Caroline Wozniacki        | Simona Halep          | 7-62, 3-6, 6-4   | Tableau |
| 7  | 22/01/2018 | Oracle Challenger Series, Newport Beach                  | WTA 125      | 140 000 $        | Dur (ext.)      | Danielle Collins          | Sofya Zhuk            | 2-6, 6-4, 6-3    | Tableau |
| 8  | 29/01/2018 | St. Petersburg Ladies Trophy, Saint-Pétersbourg          | Premier      | 733 900 $        | Dur (int.)      | Petra Kvitová             | Kristina Mladenovic   | 6-1, 6-2         | Tableau |
| 9  | 29/01/2018 | Taiwan Open, Taipei                                      | Intern'l     | 226 750 $        | Dur (int.)      | Tímea Babos               | Kateryna Kozlova      | 7-5, 6-1         | Tableau |
| 10 | 12/02/2018 | Qatar Total Open, Doha                                   | Premier 5    | 2 897 250 $      | Dur (ext.)      | Petra Kvitová             | Garbiñe Muguruza      | 3-6, 6-3, 6-4    | Tableau |
| 11 | 19/02/2018 | Dubaï Duty Free Tennis Championships, Dubaï              | Premier      | 2 358 385 $      | Dur (ext.)      | Elina Svitolina           | Daria Kasatkina       | 6-4, 6-0         | Tableau |
| 12 | 19/02/2018 | Hungarian Ladies Open, Budapest                          | Intern'l     | 226 750 $        | Dur (int.)      | Alison Van Uytvanck       | Dominika Cibulková    | 6-3, 3-6, 7-5    | Tableau |
| 13 | 26/02/2018 | Abierto Mexicano TELCEL por HSBC, Acapulco               | Intern'l     | 226 750 $        | Dur (ext.)      | Lesia Tsurenko            | Stefanie Vögele       | 5-7, 7-62, 6-2   | Tableau |
| 14 | 26/02/2018 | Oracle Challenger Series, Indian Wells                   | WTA 125      | 140 000 $        | Dur (ext.)      | Sara Errani               | Kateryna Bondarenko   | 6-4, 6-2         | Tableau |
| 15 | 07/03/2018 | BNP Paribas Open, Indian Wells                           | PREMIER*     | 7 773 210 $      | Dur (ext.)      | Naomi Osaka               | Daria Kasatkina       | 6-3, 6-2         | Tableau |
| 16 | 20/03/2018 | Miami Open presented by Itaú, Miami                      | PREMIER*     | 7 773 210 $      | Dur (ext.)      | Sloane Stephens           | Jeļena Ostapenko      | 7-65, 6-1        | Tableau |
| 17 | 02/04/2018 | Volvo Car Open, Charleston                               | Premier      | 734 900 $        | Terre (ext.)    | Kiki Bertens              | Julia Görges          | 6-2, 6-1         | Tableau |
| 18 | 02/04/2018 | Abierto GNP Seguros, Monterrey                           | Intern'l     | 226 750 $        | Dur (ext.)      | Garbiñe Muguruza          | Tímea Babos           | 3-6, 6-4, 6-3    | Tableau |
| 19 | 09/04/2018 | Samsung Open presented by Cornèr, Lugano                 | Intern'l     | 226 750 $        | Terre (ext.)    | Elise Mertens             | Aryna Sabalenka       | 7-5, 6-2         | Tableau |
| 20 | 09/04/2018 | Claro Open Colsanitas, Bogota                            | Intern'l     | 226 750 $        | Terre (ext.)    | Anna Karolína Schmiedlová | Lara Arruabarrena     | 6-2, 6-4         | Tableau |
| 21 | 16/04/2018 | Biyuan Cup Zhengzhou Tennis Open, Zhengzhou              | WTA 125      | 115 000 $        | Dur (ext.)      | Zheng Saisai              | Wang Yafan            | 5-7, 6-2, 6-1    | Tableau |
| 22 | 23/04/2018 | Porsche Tennis Grand Prix, Stuttgart                     | Premier      | 750 900 $        | Terre (int.)    | Karolína Plíšková         | Coco Vandeweghe       | 7-62, 6-4        | Tableau |
| 23 | 23/04/2018 | TEB BNP Paribas Istanbul Cup, Istanbul                   | Intern'l     | 226 750 $        | Terre (ext.)    | Pauline Parmentier        | Polona Hercog         | 6-4, 3-6, 6-3    | Tableau |
| 24 | 30/04/2018 | J&T Banka Prague Open, Prague                            | Intern'l     | 226 750 $        | Terre (ext.)    | Petra Kvitová             | Mihaela Buzărnescu    | 4-6, 6-2, 6-3    | Tableau |
| 25 | 30/04/2018 | Grand Prix de SAR La Princesse Lalla Meryem, Rabat       | Intern'l     | 226 750 $        | Terre (ext.)    | Elise Mertens             | Ajla Tomljanović      | 6-2, 7-64        | Tableau |
| 26 | 30/04/2018 | Bloomage International Kunming Open, Anning              | WTA 125      | 115 000 $        | Terre (ext.)    | Irina Khromacheva         | Zheng Saisai          | 3-6, 6-4, 7-65   | Tableau |
| 27 | 05/05/2018 | Mutua Madrid Open, Madrid                                | PREMIER*     | 6 045 855 $      | Terre (ext.)    | Petra Kvitová             | Kiki Bertens          | 7-66, 4-6, 6-3   | Tableau |
| 28 | 14/05/2018 | Internazionali BNL d'Italia, Rome                        | Premier 5    | 3 050 970 $      | Terre (ext.)    | Elina Svitolina           | Simona Halep          | 6-0, 6-4         | Tableau |
| 29 | 20/05/2018 | Nürnberger Versicherungscup, Nuremberg                   | Intern'l     | 226 750 $        | Terre (ext.)    | Johanna Larsson           | Alison Riske          | 7-64, 6-4        | Tableau |
| 30 | 20/05/2018 | Internationaux de Strasbourg, Strasbourg                 | Intern'l     | 226 750 $        | Terre (ext.)    | Anastasia Pavlyuchenkova  | Dominika Cibulková    | 65-7, 7-63, 7-66 | Tableau |
| 31 | 27/05/2018 | Roland-Garros, Paris                                     | G. Chelem    | 14 904 000 € $   | Terre (ext.)    | Simona Halep              | Sloane Stephens       | 3-6, 6-4, 6-1    | Tableau |
| 32 | 05/06/2018 | Croatia Bol Open, Bol                                    | WTA 125      | 115 000 $        | Terre (ext.)    | Tamara Zidanšek           | Magda Linette         | 6-1, 6-3         | Tableau |
| 33 | 11/06/2018 | Nature Valley Open, Nottingham                           | Intern'l     | 226 750 $        | Gazon (ext.)    | Ashleigh Barty            | Johanna Konta         | 6-3, 3-6, 6-4    | Tableau |
| 34 | 11/06/2018 | Libéma Open, Bois-le-Duc                                 | Intern'l     | 226 750 $        | Gazon (ext.)    | Aleksandra Krunić         | Kirsten Flipkens      | 60-7, 7-5, 6-1   | Tableau |
| 35 | 18/06/2018 | Nature Valley Classic, Birmingham                        | Premier      | 819 940 $        | Gazon (ext.)    | Petra Kvitová             | Magdaléna Rybáriková  | 4-6, 6-1, 6-2    | Tableau |
| 36 | 18/06/2018 | Mallorca Open, Calvià                                    | Intern'l     | 226 750 $        | Gazon (ext.)    | Tatjana Maria             | Anastasija Sevastova  | 6-4, 7-5         | Tableau |
| 37 | 24/06/2018 | Nature Valley International, Eastbourne                  | Premier      | 852 564 $        | Gazon (ext.)    | Caroline Wozniacki        | Aryna Sabalenka       | 7-5, 7-65        | Tableau |
| 38 | 02/07/2018 | The Championships, Wimbledon                             | G. Chelem    | 13 039 000 £ $   | Gazon (ext.)    | Angelique Kerber          | Serena Williams       | 6-3, 6-3         | Tableau |
| 39 | 16/07/2018 | BRD Bucharest Open, Bucarest                             | Intern'l     | 226 750 $        | Terre (ext.)    | Anastasija Sevastova      | Petra Martić          | 7-64, 6-2        | Tableau |
| 40 | 16/07/2018 | Ladies Championship Gstaad by iXion Services, Gstaad     | Intern'l     | 226 750 $        | Terre (ext.)    | Alizé Cornet              | Mandy Minella         | 6-4, 7-66        | Tableau |
| 41 | 23/07/2018 | Moscow River Cup presented by INGRAD, Moscou             | Intern'l     | 626 750 $        | Terre (ext.)    | Olga Danilović            | Anastasia Potapova    | 7-5, 61-7, 6-4   | Tableau |
| 42 | 23/07/2018 | Jiangxi Open, Nanchang                                   | Intern'l     | 226 750 $        | Dur (ext.)      | Wang Qiang                | Zheng Saisai          | 7-5, 4-0 ab.     | Tableau |
| 43 | 30/07/2018 | Mubadala Silicon Valley Classic, San José                | Premier      | 733 900 $        | Dur (ext.)      | Mihaela Buzărnescu        | María Sákkari         | 6-1, 6-0         | Tableau |
| 44 | 30/07/2018 | Citi Open, Washington D.C.                               | Intern'l     | 226 750 $        | Dur (ext.)      | Svetlana Kuznetsova       | Donna Vekić           | 4-6, 7-67, 6-2   | Tableau |
| 45 | 06/08/2018 | Coupe Rogers présentée par Banque Nationale, Montréal    | Premier 5    | 3 000 000 $      | Dur (ext.)      | Simona Halep              | Sloane Stephens       | 7-66, 3-6, 6-4   | Tableau |
| 46 | 13/08/2018 | Western & Southern Open, Cincinnati                      | Premier 5    | 2 800 000 $      | Dur (ext.)      | Kiki Bertens              | Simona Halep          | 2-6, 7-66, 6-2   | Tableau |
| 47 | 19/08/2018 | Connecticut Open, New Haven                              | Premier      | 710 900 $        | Dur (ext.)      | Aryna Sabalenka           | Carla Suárez Navarro  | 6-1, 6-4         | Tableau |
| 48 | 27/08/2018 | US Open, Flushing Meadows                                | G. Chelem    | 40 912 000 $ $   | Dur (ext.)      | Naomi Osaka               | Serena Williams       | 6-2, 6-4         | Tableau |
| 49 | 03/09/2018 | Oracle Challenger Series, Chicago                        | WTA 125      | 140 000 $        | Dur (ext.)      | Petra Martić              | Mona Barthel          | 6-4, 6-1         | Tableau |
| 50 | 10/09/2018 | Coupe Banque Nationale par IGA, Québec                   | Intern'l     | 226 750 $        | Moquette (int.) | Pauline Parmentier        | Jessica Pegula        | 7-5, 6-2         | Tableau |
| 51 | 10/09/2018 | Hana-cupid Japan Women's Open, Hiroshima                 | Intern'l     | 226 750 $        | Dur (ext.)      | Hsieh Su-wei              | Amanda Anisimova      | 6-2, 6-2         | Tableau |
| 52 | 17/09/2018 | Toray Pan Pacific Open, Tokyo                            | Premier      | 890 100 $        | Dur (ext.)      | Karolína Plíšková         | Naomi Osaka           | 6-4, 6-4         | Tableau |
| 53 | 17/09/2018 | Guangzhou Open, Guangzhou                                | Intern'l     | 226 750 $        | Dur (ext.)      | Wang Qiang                | Yulia Putintseva      | 6-1, 6-2         | Tableau |
| 54 | 17/09/2018 | Korea Open, Séoul                                        | Intern'l     | 226 750 $        | Dur (ext.)      | Kiki Bertens              | Ajla Tomljanović      | 7-62, 4-6, 6-2   | Tableau |
| 55 | 23/09/2018 | Dongfeng Motor Wuhan Open, Wuhan                         | Premier 5    | 2 365 250 $      | Dur (ext.)      | Aryna Sabalenka           | Anett Kontaveit       | 6-3, 6-3         | Tableau |
| 56 | 24/09/2018 | Tashkent Open, Tachkent                                  | Intern'l     | 226 750 $        | Dur (ext.)      | Margarita Gasparyan       | Anastasia Potapova    | 6-2, 6-1         | Tableau |
| 57 | 29/09/2018 | China Open, Pékin                                        | PREMIER*     | 6 381 679 $      | Dur (ext.)      | Caroline Wozniacki        | Anastasija Sevastova  | 6-3, 6-3         | Tableau |
| 58 | 08/10/2018 | Prudential Hong Kong Tennis Open, Hong Kong              | Intern'l     | 226 750 $        | Dur (ext.)      | Dayana Yastremska         | Wang Qiang            | 6-2, 6-1         | Tableau |
| 59 | 08/10/2018 | Upper Austria Ladies Linz, Linz                          | Intern'l     | 226 750 $        | Dur (int.)      | Camila Giorgi             | Ekaterina Alexandrova | 6-3, 6-1         | Tableau |
| 60 | 08/10/2018 | Tianjin Open, Tianjin                                    | Intern'l     | 426 750 $        | Dur (ext.)      | Caroline Garcia           | Karolína Plíšková     | 7-67, 6-3        | Tableau |
| 61 | 15/10/2018 | VTB Kremlin Cup, Moscou                                  | Premier      | 790 208 $        | Dur (int.)      | Daria Kasatkina           | Ons Jabeur            | 2-6, 7-63, 6-4   | Tableau |
| 62 | 15/10/2018 | BGL BNP Paribas Luxembourg Open, Luxembourg              | Intern'l     | 226 750 $        | Dur (int.)      | Julia Görges              | Belinda Bencic        | 6-4, 7-5         | Tableau |
| 63 | 21/10/2018 | BNP Paribas WTA Finals presented by SC Global, Singapour | Masters      | 7 000 000 $      | Dur (int.)      | Elina Svitolina           | Sloane Stephens       | 3-6, 6-2, 6-2    | Tableau |
| 64 | 29/10/2018 | L&T Mumbai Open, Bombay                                  | WTA 125      | 115 000 $        | Dur (ext.)      | Luksika Kumkhum           | Irina Khromacheva     | 1-6, 6-2, 6-3    | Tableau |
| 65 | 30/10/2018 | Hengqin Life WTA Elite Trophy, Zhuhai                    | Elite Trophy | 2 349 363 $      | Dur (int.)      | Ashleigh Barty            | Wang Qiang            | 6-3, 6-4         | Tableau |
| 66 | 05/11/2018 | Engie Open de Limoges, Limoges                           | WTA 125      | 115 000 $        | Dur (int.)      | Ekaterina Alexandrova     | Evgeniya Rodina       | 6-2, 6-2         | Tableau |
| 67 | 12/11/2018 | Taipei OEC Open, Taipei                                  | WTA 125      | 115 000 $        | Moquette (int.) | Luksika Kumkhum           | Sabine Lisicki        | 6-1, 6-3         | Tableau |
| 68 | 12/11/2018 | Oracle Challenger Series, Houston                        | WTA 125      | 140 000 $        | Dur (ext.)      | Peng Shuai                | Lauren Davis          | 1-6, 7-5, 6-4    | Tableau |

### Double
| No | Date       | Nom et lieu du tournoi                                  | Catégorie    | Dotation        | Surface         | Vainqueures                                | Finalistes                                 | Score                 | [ 11 ]  |
| -- | ---------- | ------------------------------------------------------- | ------------ | --------------- | --------------- | ------------------------------------------ | ------------------------------------------ | --------------------- | ------- |
| 1  | 31/12/2017 | Brisbane International presented by Suncorp Brisbane    | Premier      | 894 700 $       | Dur (ext.)      | Kiki Bertens Demi Schuurs                  | Andreja Klepač María José Martínez         | 7-5, 6-2              | Tableau |
| 2  | 31/12/2017 | Shenzhen Open Shenzhen                                  | Intern'l     | 626 750 $       | Dur (ext.)      | Irina-Camelia Begu Simona Halep            | Barbora Krejčíková Kateřina Siniaková      | 1-6, 6-1, [10-8]      | Tableau |
| 3  | 01/01/2018 | ASB Classic Auckland                                    | Intern'l     | 226 750 $       | Dur (ext.)      | Sara Errani Bibiane Schoofs                | Eri Hozumi Miyu Kato                       | 7-5, 6-1              | Tableau |
| 4  | 07/01/2018 | Sydney International Sydney                             | Premier      | 733 900 $       | Dur (ext.)      | Gabriela Dabrowski Xu Yifan                | Latisha Chan Andrea Sestini Hlaváčková     | 6-3, 6-1              | Tableau |
| 5  | 07/01/2018 | Hobart International Hobart                             | Intern'l     | 226 750 $       | Dur (ext.)      | Elise Mertens Demi Schuurs                 | Lyudmyla Kichenok Makoto Ninomiya          | 6-2, 6-2              | Tableau |
| 6  | 15/01/2018 | Australian Open Melbourne                               | G. Chelem    | 3 216 000 AU$ $ | Dur (ext.)      | Tímea Babos Kristina Mladenovic            | Ekaterina Makarova Elena Vesnina           | 6-4, 6-3              | Tableau |
| 7  | 22/01/2018 | Oracle Challenger Series Newport Beach                  | WTA 125      | 140 000 $       | Dur (ext.)      | Misaki Doi Jil Teichmann                   | Jamie Loeb Rebecca Peterson                | 7-64, 1-6, [10-8]     | Tableau |
| 8  | 29/01/2018 | St. Petersburg Ladies Trophy Saint-Pétersbourg          | Premier      | 733 900 $       | Dur (int.)      | Timea Bacsinszky Vera Zvonareva            | Alla Kudryavtseva Katarina Srebotnik       | 2-6, 6-1, [10-3]      | Tableau |
| 9  | 29/01/2018 | Taiwan Open Taipei                                      | Intern'l     | 226 750 $       | Dur (int.)      | Duan Ying-Ying Wang Yafan                  | Nao Hibino Oksana Kalashnikova             | 7-64, 7-65            | Tableau |
| 10 | 12/02/2018 | Qatar Total Open Doha                                   | Premier 5    | 2 897 250 $     | Dur (ext.)      | Gabriela Dabrowski Jeļena Ostapenko        | Andreja Klepač María José Martínez         | 6-3, 6-3              | Tableau |
| 11 | 19/02/2018 | Dubaï Duty Free Tennis Championships Dubaï              | Premier      | 2 358 385 $     | Dur (ext.)      | Chan Hao-ching Yang Zhaoxuan               | Hsieh Su-wei Peng Shuai                    | 4-6, 6-2, [10-6]      | Tableau |
| 12 | 19/02/2018 | Hungarian Ladies Open Budapest                          | Intern'l     | 226 750 $       | Dur (int.)      | Georgina García Pérez Fanny Stollár        | Kirsten Flipkens Johanna Larsson           | 4-6, 6-4, [10-3]      | Tableau |
| 13 | 26/02/2018 | Abierto Mexicano TELCEL por HSBC Acapulco               | Intern'l     | 226 750 $       | Dur (ext.)      | Tatjana Maria Heather Watson               | Kaitlyn Christian Sabrina Santamaria       | 7-5, 2-6, [10-2]      | Tableau |
| 14 | 26/02/2018 | Oracle Challenger Series Indian Wells                   | WTA 125      | 140 000 $       | Dur (ext.)      | Taylor Townsend Yanina Wickmayer           | Jennifer Brady Vania King                  | 6-4, 6-4              | Tableau |
| 15 | 07/03/2018 | BNP Paribas Open Indian Wells                           | PREMIER*     | 7 773 210 $     | Dur (ext.)      | Hsieh Su-wei Barbora Strýcová              | Ekaterina Makarova Elena Vesnina           | 6-4, 6-4              | Tableau |
| 16 | 20/03/2018 | Miami Open presented by Itaú Miami                      | PREMIER*     | 7 773 210 $     | Dur (ext.)      | Ashleigh Barty Coco Vandeweghe             | Barbora Krejčíková Kateřina Siniaková      | 6-2, 6-1              | Tableau |
| 17 | 02/04/2018 | Volvo Car Open Charleston                               | Premier      | 734 900 $       | Terre (ext.)    | Alla Kudryavtseva Katarina Srebotnik       | Andreja Klepač María José Martínez         | 6-3, 6-3              | Tableau |
| 18 | 02/04/2018 | Abierto GNP Seguros Monterrey                           | Intern'l     | 226 750 $       | Dur (ext.)      | Naomi Broady Sara Sorribes Tormo           | Desirae Krawczyk Giuliana Olmos            | 6-3, 4-6, [10-8]      | Tableau |
| 19 | 09/04/2018 | Samsung Open presented by Cornèr Lugano                 | Intern'l     | 226 750 $       | Terre (ext.)    | Kirsten Flipkens Elise Mertens             | Vera Lapko Aryna Sabalenka                 | 6-1, 6-3              | Tableau |
| 20 | 09/04/2018 | Claro Open Colsanitas Bogota                            | Intern'l     | 226 750 $       | Terre (ext.)    | Dalila Jakupović Irina Khromacheva         | Mariana Duque Mariño Nadia Podoroska       | 6-3, 6-4              | Tableau |
| 21 | 16/04/2018 | Biyuan Cup Zhengzhou Tennis Open Zhengzhou              | WTA 125      | 115 000 $       | Dur (ext.)      | Duan Ying-Ying Wang Yafan                  | Naomi Broady Yanina Wickmayer              | 7-65, 6-3             | Tableau |
| 22 | 23/04/2018 | Porsche Tennis Grand Prix Stuttgart                     | Premier      | 750 900 $       | Terre (int.)    | Raquel Atawo Anna-Lena Grönefeld           | Nicole Melichar Květa Peschke              | 6-4, 65-7, [10-5]     | Tableau |
| 23 | 23/04/2018 | TEB BNP Paribas Istanbul Cup Istanbul                   | Intern'l     | 226 750 $       | Terre (ext.)    | Liang Chen Zhang Shuai                     | Xenia Knoll Anna Smith                     | 6-4, 6-4              | Tableau |
| 24 | 30/04/2018 | J&T Banka Prague Open Prague                            | Intern'l     | 226 750 $       | Terre (ext.)    | Nicole Melichar Květa Peschke              | Mihaela Buzărnescu Lidziya Marozava        | 6-4, 6-2              | Tableau |
| 25 | 30/04/2018 | Grand Prix de SAR La Princesse Lalla Meryem Rabat       | Intern'l     | 226 750 $       | Terre (ext.)    | Anna Blinkova Raluca Olaru                 | Georgina García Pérez Fanny Stollár        | 6-4, 6-4              | Tableau |
| 26 | 30/04/2018 | Bloomage International Kunming Open Anning              | WTA 125      | 115 000 $       | Terre (ext.)    | Dalila Jakupović Irina Khromacheva         | Guo Hanyu Sun Xuliu                        | 6-1, 6-1              | Tableau |
| 27 | 05/05/2018 | Mutua Madrid Open Madrid                                | PREMIER*     | 6 045 855 $     | Terre (ext.)    | Ekaterina Makarova Elena Vesnina           | Tímea Babos Kristina Mladenovic            | 2-6, 6-4, [10-8]      | Tableau |
| 28 | 14/05/2018 | Internazionali BNL d'Italia Rome                        | Premier 5    | 3 050 970 $     | Terre (ext.)    | Ashleigh Barty Demi Schuurs                | Andrea Sestini Hlaváčková Barbora Strýcová | 6-3, 6-4              | Tableau |
| 29 | 20/05/2018 | Nürnberger Versicherungscup Nuremberg                   | Intern'l     | 226 750 $       | Terre (ext.)    | Demi Schuurs Katarina Srebotnik            | Kirsten Flipkens Johanna Larsson           | 3-6, 6-3, [10-7]      | Tableau |
| 30 | 20/05/2018 | Internationaux de Strasbourg Strasbourg                 | Intern'l     | 226 750 $       | Terre (ext.)    | Mihaela Buzărnescu Raluca Olaru            | Nadiia Kichenok Anastasia Rodionova        | 7-5, 7-5              | Tableau |
| 31 | 27/05/2018 | Roland-Garros Paris                                     | G. Chelem    | 2 454 000 € $   | Terre (ext.)    | Barbora Krejčíková Kateřina Siniaková      | Eri Hozumi Makoto Ninomiya                 | 6-3, 6-3              | Tableau |
| 32 | 05/06/2018 | Croatia Bol Open Bol                                    | WTA 125      | 115 000 $       | Terre (ext.)    | Mariana Duque Mariño Wang Yafan            | Sílvia Soler Espinosa Barbora Štefková     | 6-3, 7-5              | Tableau |
| 33 | 11/06/2018 | Nature Valley Open Nottingham                           | Intern'l     | 226 750 $       | Gazon (ext.)    | Abigail Spears Alicja Rosolska             | Mihaela Buzărnescu Heather Watson          | 6-3, 7-65             | Tableau |
| 34 | 11/06/2018 | Libéma Open Bois-le-Duc                                 | Intern'l     | 226 750 $       | Gazon (ext.)    | Elise Mertens Demi Schuurs                 | Kiki Bertens Kirsten Flipkens              | 3-3 ab.               | Tableau |
| 35 | 18/06/2018 | Nature Valley Classic Birmingham                        | Premier      | 871 028 $       | Gazon (ext.)    | Tímea Babos Kristina Mladenovic            | Elise Mertens Demi Schuurs                 | 4-6, 6-3, [10-8]      | Tableau |
| 36 | 18/06/2018 | Mallorca Open Calvià                                    | Intern'l     | 226 750 $       | Gazon (ext.)    | Andreja Klepač María José Martínez         | Lucie Šafářová Barbora Štefková            | 6-1, 3-6, [10-3]      | Tableau |
| 37 | 24/06/2018 | Nature Valley International Eastbourne                  | Premier      | 852 564 $       | Gazon (ext.)    | Gabriela Dabrowski Xu Yifan                | Irina-Camelia Begu Mihaela Buzărnescu      | 6-3, 7-5              | Tableau |
| 38 | 02/07/2018 | The Championships Wimbledon                             | G. Chelem    | 2 007 000 £ $   | Gazon (ext.)    | Barbora Krejčíková Kateřina Siniaková      | Nicole Melichar Květa Peschke              | 6-4, 4-6, 6-0         | Tableau |
| 39 | 16/07/2018 | BRD Bucharest Open Bucarest                             | Intern'l     | 226 750 $       | Terre (ext.)    | Irina-Camelia Begu Andreea Mitu            | Danka Kovinić Maryna Zanevska              | 6-3, 6-4              | Tableau |
| 40 | 16/07/2018 | Ladies Championship Gstaad by iXion Services Gstaad     | Intern'l     | 226 750 $       | Terre (ext.)    | Alexa Guarachi Desirae Krawczyk            | Lara Arruabarrena Timea Bacsinszky         | 4-6, 6-4, [10-6]      | Tableau |
| 41 | 23/07/2018 | Moscow River Cup presented by INGRAD Moscou             | Intern'l     | 626 750 $       | Terre (ext.)    | Anastasia Potapova Vera Zvonareva          | Alexandra Panova Galina Voskoboeva         | 6-0, 6-3              | Tableau |
| 42 | 23/07/2018 | Jiangxi Open Nanchang                                   | Intern'l     | 226 750 $       | Dur (ext.)      | Jiang Xinyu Tang Qianhui                   | Lu Jing-Jing You Xiaodi                    | 6-4, 6-4              | Tableau |
| 43 | 30/07/2018 | Mubadala Silicon Valley Classic San José                | Premier      | 733 900 $       | Dur (ext.)      | Latisha Chan Květa Peschke                 | Lyudmyla Kichenok Nadiia Kichenok          | 6-4, 6-1              | Tableau |
| 44 | 30/07/2018 | Citi Open Washington D.C.                               | Intern'l     | 226 750 $       | Dur (ext.)      | Han Xinyun Darija Jurak                    | Alexa Guarachi Erin Routliffe              | 6-3, 6-2              | Tableau |
| 45 | 06/08/2018 | Coupe Rogers présentée par Banque Nationale Montréal    | Premier 5    | 3 000 000 $     | Dur (ext.)      | Ashleigh Barty Demi Schuurs                | Latisha Chan Ekaterina Makarova            | 4-6, 6-3, [10-8]      | Tableau |
| 46 | 13/08/2018 | Western & Southern Open Cincinnati                      | Premier 5    | 2 800 000 $     | Dur (ext.)      | Lucie Hradecká Ekaterina Makarova          | Elise Mertens Demi Schuurs                 | 6-2, 7-5              | Tableau |
| 47 | 19/08/2018 | Connecticut Open New Haven                              | Premier      | 799 000 $       | Dur (ext.)      | Andrea Sestini Hlaváčková Barbora Strýcová | Hsieh Su-wei Laura Siegemund               | 6-4, 67-7, [10-4]     | Tableau |
| 48 | 27/08/2018 | US Open Flushing Meadows                                | G. Chelem    | 6 140 840 $ $   | Dur (ext.)      | Ashleigh Barty Coco Vandeweghe             | Tímea Babos Kristina Mladenovic            | 3-6, 7-62, 7-66       | Tableau |
| 49 | 03/09/2018 | Oracle Challenger Series Chicago                        | WTA 125      | 140 000 $       | Dur (ext.)      | Mona Barthel Kristýna Plíšková             | Asia Muhammad Maria Sanchez                | 6-3, 6-2              | Tableau |
| 50 | 10/09/2018 | Coupe Banque Nationale par IGA Québec                   | Intern'l     | 226 750 $       | Moquette (int.) | Asia Muhammad Maria Sanchez                | Darija Jurak Xenia Knoll                   | 6-4, 6-3              | Tableau |
| 51 | 10/09/2018 | Hana-cupid Japan Women's Open Hiroshima                 | Intern'l     | 226 750 $       | Dur (ext.)      | Eri Hozumi Zhang Shuai                     | Miyu Kato Makoto Ninomiya                  | 6-2, 6-4              | Tableau |
| 52 | 17/09/2018 | Toray Pan Pacific Open Tokyo                            | Premier      | 890 100 $       | Dur (ext.)      | Miyu Kato Makoto Ninomiya                  | Andrea Sestini Hlaváčková Barbora Strýcová | 6-4, 6-4              | Tableau |
| 53 | 17/09/2018 | Guangzhou Open Guangzhou                                | Intern'l     | 226 750 $       | Dur (ext.)      | Monique Adamczak Jessica Moore             | Danka Kovinić Vera Lapko                   | 4-6, 7-5, [10-4]      | Tableau |
| 54 | 17/09/2018 | Korea Open Séoul                                        | Intern'l     | 226 750 $       | Dur (ext.)      | Choi Ji-hee Han Na-lae                     | Hsieh Shu-ying Hsieh Su-wei                | 6-3, 6-2              | Tableau |
| 55 | 23/09/2018 | Dongfeng Motor Wuhan Open Wuhan                         | Premier 5    | 2 365 250 $     | Dur (ext.)      | Elise Mertens Demi Schuurs                 | Andrea Sestini Hlaváčková Barbora Strýcová | 6-3, 6-3              | Tableau |
| 56 | 24/09/2018 | Tashkent Open Tachkent                                  | Intern'l     | 226 750 $       | Dur (ext.)      | Olga Danilović Tamara Zidanšek             | Irina-Camelia Begu Raluca Olaru            | 7-5, 6-3              | Tableau |
| 57 | 29/09/2018 | China Open Pékin                                        | PREMIER*     | 6 381 679 $     | Dur (ext.)      | Andrea S. Hlaváčková Barbora Strýcová      | Gabriela Dabrowski Xu Yifan                | 4-6, 6-4, [10-8]      | Tableau |
| 58 | 08/10/2018 | Prudential Hong Kong Tennis Open Hong Kong              | Intern'l     | 226 750 $       | Dur (ext.)      | Samantha Stosur Zhang Shuai                | Shuko Aoyama Lidziya Marozava              | 6-4, 6-4              | Tableau |
| 59 | 08/10/2018 | Upper Austria Ladies Linz Linz                          | Intern'l     | 226 750 $       | Dur (int.)      | Kirsten Flipkens Johanna Larsson           | Raquel Atawo Anna-Lena Grönefeld           | 4-6, 6-4, [10-5]      | Tableau |
| 60 | 08/10/2018 | Tianjin Open Tianjin                                    | Intern'l     | 426 750 $       | Dur (ext.)      | Nicole Melichar Květa Peschke              | Monique Adamczak Jessica Moore             | 6-4, 6-2              | Tableau |
| 61 | 15/10/2018 | VTB Kremlin Cup Moscou                                  | Premier      | 790 208 $       | Dur (int.)      | Alexandra Panova Laura Siegemund           | Darija Jurak Raluca Olaru                  | 6-2, 7-62             | Tableau |
| 62 | 15/10/2018 | BGL BNP Paribas Luxembourg Open Luxembourg              | Intern'l     | 226 750 $       | Dur (int.)      | Alison Van Uytvanck Greet Minnen           | Vera Lapko Mandy Minella                   | 7-6, 6-2              | Tableau |
| 63 | 21/10/2018 | BNP Paribas WTA Finals presented by SC Global Singapour | Masters      | 7 000 000 $     | Dur (int.)      | Tímea Babos Kristina Mladenovic            | Barbora Krejčíková Kateřina Siniaková      | 6-4, 7-5              | Tableau |
| 64 | 29/10/2018 | L&T Mumbai Open Bombay                                  | WTA 125      | 115 000 $       | Dur (ext.)      | Natela Dzalamidze Veronika Kudermetova     | Bibiane Schoofs Barbora Štefková           | 6-4, 7-64             | Tableau |
| 65 | 30/10/2018 | Hengqin Life WTA Elite Trophy Zhuhai                    | Elite Trophy | 2 349 363 $     | Dur (int.)      | Lyudmyla Kichenok Nadiia Kichenok          | Shuko Aoyama Lidziya Marozava              | 6-4, 3-6, [10-7]      | Tableau |
| 66 | 05/11/2018 | Engie Open de Limoges Limoges                           | WTA 125      | 115 000 $       | Dur (int.)      | Veronika Kudermetova Galina Voskoboeva     | Timea Bacsinszky Vera Zvonareva            | 7-5, 6-4              | Tableau |
| 67 | 12/11/2018 | Taipei OEC Open Taipei                                  | WTA 125      | 115 000 $       | Moquette (int.) | Ankita Raina Karman Thandi                 | Olga Doroshina Natela Dzalamidze           | 6-3, 5-7, [12-12 ab.] | Tableau |
| 68 | 12/11/2018 | Oracle Challenger Series Houston                        | WTA 125      | 140 000 $       | Dur (ext.)      | Maegan Manasse Jessica Pegula              | Desirae Krawczyk Giuliana Olmos            | 1-6, 6-4, [10-8]      | Tableau |

### Double mixte
| No | Date       | Nom et lieu du tournoi          | Catégorie | Dotation        | Surface      | Vainqueures                        | Finalistes                        | Score             |         |
| -- | ---------- | ------------------------------- | --------- | --------------- | ------------ | ---------------------------------- | --------------------------------- | ----------------- | ------- |
| 1  | 30/12/2017 | Mastercard Hopman Cup XXX Perth | ITF       | 1 000 000 AU$ $ | Dur (int.)   | Belinda Bencic Roger Federer       | Angelique Kerber Alexander Zverev | 2 matchs à 1      | Tableau |
| 2  | 15/01/2018 | Australian Open Melbourne       | G. Chelem | 560 000 AU$ $   | Dur (ext.)   | Gabriela Dabrowski Mate Pavić      | Tímea Babos Rohan Bopanna         | 2-6, 6-4, [11-9]  | Tableau |
| 3  | 27/05/2018 | Roland-Garros Paris             | G. Chelem | 460 000 € $     | Terre (ext.) | Latisha Chan Ivan Dodig            | Gabriela Dabrowski Mate Pavić     | 6-1, 65-7, [10-8] | Tableau |
| 4  | 02/07/2018 | The Championships Wimbledon     | G. Chelem | 110 000£ $      | Gazon (ext.) | Nicole Melichar Alexander Peya     | Victoria Azarenka Jamie Murray    | 7-61, 6-3         | Tableau |
| 5  | 27/08/2018 | US Open Flushing Meadows        | G. Chelem | 505 000$ $      | Dur (ext.)   | Bethanie Mattek-Sands Jamie Murray | Alicja Rosolska Nikola Mektić     | 2-6, 6-3, [11-9]  | Tableau |

## Fed Cup
| | République tchèque                 | 3                                 | -   | 0    | États-Unis |  |  |
| --- | ---------------------------------- | --------------------------------- | --- | ---- | ---------- |  |  |
| O2 Arena, Prague, République tchèque |                                    |                                   |     |      |            |  |  |
| du 10 au 11 novembre 2018 sur dur (int.) |                                    |                                   |     |      |            |  |  |
| \| 1 \| \| Barbora Strýcová \| 65 \| 6 \| 6 \| \| \| \| 1 \| \| Sofia Kenin \| 7 \| 1 \| 4 \| \| \| \| 2 \| \| Kateřina Siniaková \| 6 \| 7 \| \| \| \| \| 2 \| \| Alison Riske \| 3 \| 62 \| \| \| \| \| 3 \| \| Kateřina Siniaková \| 7 \| 5 \| 7 \| \| \| \| 3 \| \| Sofia Kenin \| 5 \| 7 \| 5 \| \| \| \| \| \| \| \| \| \| \| \| \| 4 \| \| Barbora Strýcová \| Non \| joué \| \| \| \| \| 4 \| Alison Riske \| \| \| \| \| \| \| \| \| \| \| \| \| \| \| \| \| 5 \| \| Barbora Krejčíková - K. Siniaková \| Non \| joué \| \| \| \| \| 5 \| Danielle Collins - Nicole Melichar \| \| \| \| \| \| \| \| \| \| \| \| \| \| \| \| |                                    |                                   |     |      |            |  |  |
| 1 |                                    | Barbora Strýcová                  | 65  | 6    | 6          |  |  |
| 1 |                                    | Sofia Kenin                       | 7   | 1    | 4          |  |  |
| 2 |                                    | Kateřina Siniaková                | 6   | 7    |            |  |  |
| 2 |                                    | Alison Riske                      | 3   | 62   |            |  |  |
| 3 |                                    | Kateřina Siniaková                | 7   | 5    | 7          |  |  |
| 3 |                                    | Sofia Kenin                       | 5   | 7    | 5          |  |  |
| |                                    |                                   |     |      |            |  |  |
| 4 |                                    | Barbora Strýcová                  | Non | joué |            |  |  |
| 4 | Alison Riske                       |                                   |     |      |            |  |  |
| |                                    |                                   |     |      |            |  |  |
| 5 |                                    | Barbora Krejčíková - K. Siniaková | Non | joué |            |  |  |
| 5 | Danielle Collins - Nicole Melichar |                                   |     |      |            |  |  |
| |                                    |                                   |     |      |            |  |  |

| 1 |                                    | Barbora Strýcová                  | 65  | 6    | 6 |  |  |
| 1 |                                    | Sofia Kenin                       | 7   | 1    | 4 |  |  |
| 2 |                                    | Kateřina Siniaková                | 6   | 7    |   |  |  |
| 2 |                                    | Alison Riske                      | 3   | 62   |   |  |  |
| 3 |                                    | Kateřina Siniaková                | 7   | 5    | 7 |  |  |
| 3 |                                    | Sofia Kenin                       | 5   | 7    | 5 |  |  |
|   |                                    |                                   |     |      |   |  |  |
| 4 |                                    | Barbora Strýcová                  | Non | joué |   |  |  |
| 4 | Alison Riske                       |                                   |     |      |   |  |  |
|   |                                    |                                   |     |      |   |  |  |
| 5 |                                    | Barbora Krejčíková - K. Siniaková | Non | joué |   |  |  |
| 5 | Danielle Collins - Nicole Melichar |                                   |     |      |   |  |  |
|   |                                    |                                   |     |      |   |  |  |

Source : Fiche détaillée de la rencontre sur le site de la Fed Cup.

## Informations statistiques

### En simple
| Joueuse                   | Nombre | Titre(s)                                            |
| ------------------------- | ------ | --------------------------------------------------- |
| Petra Kvitová             | 5      | Saint-Pétersbourg, Doha, Prague, Madrid, Birmingham |
| Elina Svitolina           | 4      | Brisbane, Dubaï, Rome, Masters                      |
| Kiki Bertens              | 3      | Charleston, Cincinnati, Séoul                       |
| Simona Halep              | 3      | Shenzhen, Roland-Garros, Montréal                   |
| Elise Mertens             | 3      | Hobart, Lugano, Rabat                               |
| Caroline Wozniacki        | 3      | Australian Open, Eastbourne, Pékin                  |
| Ashleigh Barty            | 2      | Nottingham, Zuhai                                   |
| Julia Görges              | 2      | Auckland, Luxembourg                                |
| Angelique Kerber          | 2      | Sydney, Wimbledon                                   |
| Luksika Kumkhum           | 2      | Bombay, Taipei II                                   |
| Naomi Osaka               | 2      | Indian Wells II, US Open                            |
| Pauline Parmentier        | 2      | Istanbul, Québec                                    |
| Karolína Plíšková         | 2      | Stuttgart, Tokyo                                    |
| Aryna Sabalenka           | 2      | New Haven, Wuhan                                    |
| Wang Qiang                | 2      | Nanchang, Guangzhou                                 |
| Ekaterina Alexandrova     | 1      | Limoges                                             |
| Tímea Babos               | 1      | Taipei I                                            |
| Mihaela Buzărnescu        | 1      | San José                                            |
| Danielle Collins          | 1      | Newport Beach                                       |
| Alizé Cornet              | 1      | Gstaad                                              |
| Olga Danilović            | 1      | Moscou I                                            |
| Sara Errani               | 1      | Indian Wells I                                      |
| Caroline Garcia           | 1      | Tianjin                                             |
| Margarita Gasparyan       | 1      | Tachkent                                            |
| Camila Giorgi             | 1      | Linz                                                |
| Hsieh Su-wei              | 1      | Hiroshima                                           |
| Daria Kasatkina           | 1      | Moscou II                                           |
| Irina Khromacheva         | 1      | Anning                                              |
| Aleksandra Krunić         | 1      | Bois-le-Duc                                         |
| Svetlana Kuznetsova       | 1      | Washington                                          |
| Johanna Larsson           | 1      | Nuremberg                                           |
| Tatjana Maria             | 1      | Calvià                                              |
| Petra Martić              | 1      | Chicago                                             |
| Garbiñe Muguruza          | 1      | Monterrey                                           |
| Anastasia Pavlyuchenkova  | 1      | Strasbourg                                          |
| Peng Shuai                | 1      | Houston                                             |
| Anna Karolína Schmiedlová | 1      | Bogota                                              |
| Anastasija Sevastova      | 1      | Bucarest                                            |
| Sloane Stephens           | 1      | Miami                                               |
| Lesia Tsurenko            | 1      | Acapulco                                            |
| Alison Van Uytvanck       | 1      | Budapest                                            |
| Dayana Yastremska         | 1      | Hong Kong                                           |
| Zheng Saisai              | 1      | Zhengzhou                                           |
| Tamara Zidanšek           | 1      | Bol                                                 |

| Joueuse            | Début pro. | Premier titre   |
| ------------------ | ---------- | --------------- |
| Mihaela Buzărnescu | 2004       | San José        |
| Danielle Collins   | 2016       | Newport Beach   |
| Olga Danilović     | 2017       | Moscou          |
| Irina Khromacheva  | 2012       | Anning          |
| Luksika Kumkhum    | 2010       | Bombay          |
| Tatjana Maria      | 2006       | Calvià          |
| Petra Martić       | 2007       | Chicago         |
| Naomi Osaka        | 2012       | Indian Wells II |
| Dayana Yastremska  | 2015       | Hong Kong       |
| Tamara Zidanšek    | 2015       | Bol             |

#### Titres par surface et par nation
| Pays               | Total | Nombre par surface | Nombre par surface | Nombre par surface | Titre(s)                                                              |
| Pays               | Total | Dur                | Terre              | Gazon              | Titre(s)                                                              |
| ------------------ | ----- | ------------------ | ------------------ | ------------------ | --------------------------------------------------------------------- |
| République tchèque | 7     | 3                  | 3                  | 1                  | Saint-Pétersbourg, Doha, Stuttgart, Prague, Madrid, Birmingham, Tokyo |
| Russie             | 6     | 4                  | 2                  | 0                  | Anning, Strasbourg, Washington, Tachkent, Moscou II, Limoges          |
| Ukraine            | 6     | 5                  | 1                  | 0                  | Brisbane, Dubaï, Acapulco, Rome, Hong Kong, Masters                   |
| Allemagne          | 5     | 3                  | 0                  | 2                  | Auckland, Sydney, Calvià, Wimbledon, Luxembourg                       |
| Belgique           | 4     | 2                  | 2                  | 0                  | Hobart, Budapest, Lugano, Rabat                                       |
| Chine              | 4     | 4                  | 0                  | 0                  | Zhengzhou, Nanchang, Guangzhou, Houston                               |
| France             | 4     | 2                  | 2                  | 0                  | Istanbul, Gstaad, Québec, Tianjin                                     |
| Roumanie           | 4     | 3                  | 1                  | 0                  | Shenzhen, Roland-Garros, San José, Montréal                           |
| Danemark           | 3     | 2                  | 0                  | 1                  | Australian Open, Eastbourne, Pékin                                    |
| Pays-Bas           | 3     | 2                  | 1                  | 0                  | Charleston, Cincinnati, Séoul                                         |
| Australie          | 2     | 1                  | 0                  | 1                  | Nottingham, Zuhai                                                     |
| Biélorussie        | 2     | 2                  | 0                  | 0                  | New Haven, Wuhan                                                      |
| États-Unis         | 2     | 2                  | 0                  | 0                  | Newport Beach, Miami                                                  |
| Italie             | 2     | 2                  | 0                  | 0                  | Indian Wells I, Linz                                                  |
| Japon              | 2     | 2                  | 0                  | 0                  | Indian Wells II, US Open                                              |
| Serbie             | 2     | 0                  | 1                  | 1                  | Bois-le-Duc, Moscou I                                                 |
| Thaïlande          | 2     | 2                  | 0                  | 0                  | Bombay, Taipei II                                                     |
| Croatie            | 1     | 1                  | 0                  | 0                  | Chicago                                                               |
| Espagne            | 1     | 1                  | 0                  | 0                  | Monterrey                                                             |
| Hongrie            | 1     | 1                  | 0                  | 0                  | Taipei I                                                              |
| Lettonie           | 1     | 0                  | 1                  | 0                  | Bucarest                                                              |
| Slovaquie          | 1     | 0                  | 1                  | 0                  | Bogota                                                                |
| Slovénie           | 1     | 0                  | 1                  | 0                  | Bol                                                                   |
| Suède              | 1     | 0                  | 1                  | 0                  | Nuremberg                                                             |
| Taipei chinois     | 1     | 1                  | 0                  | 0                  | Hiroshima                                                             |

### En double
| Joueuse                   | Nombre | Titres                                                          |
| ------------------------- | ------ | --------------------------------------------------------------- |
| Demi Schuurs              | 7      | Brisbane, Hobart, Rome, Nuremberg, Bois-le-Duc, Montréal, Wuhan |
| Ashleigh Barty            | 4      | Miami, Rome, Montréal, US Open                                  |
| Elise Mertens             | 4      | Hobart, Lugano, Bois-le-Duc, Wuhan                              |
| Tímea Babos               | 3      | Australian Open, Birmingham, Masters                            |
| Gabriela Dabrowski        | 3      | Sydney, Doha, Eastbourne                                        |
| Kristina Mladenovic       | 3      | Australian Open, Birmingham, Masters                            |
| Květa Peschke             | 3      | Prague, San José, Tianjin                                       |
| Barbora Strýcová          | 3      | Indian Wells, New Haven, Pékin                                  |
| Wang Yafan                | 3      | Taipei I, Zhengzhou, Bol                                        |
| Zhang Shuai               | 3      | Istanbul, Hiroshima, Hong Kong                                  |
| Irina-Camelia Begu        | 2      | Shenzhen, Bucarest                                              |
| Duan Ying-Ying            | 2      | Taipei I, Zhengzhou                                             |
| Kirsten Flipkens          | 2      | Lugano, Linz                                                    |
| Dalila Jakupović          | 2      | Bogota, Anning                                                  |
| Irina Khromacheva         | 2      | Bogota, Anning                                                  |
| Barbora Krejčíková        | 2      | Roland-Garros, Wimbledon                                        |
| Ekaterina Makarova        | 2      | Madrid, Cincinnati                                              |
| Nicole Melichar           | 2      | Prague, Tianjin                                                 |
| Raluca Olaru              | 2      | Rabat, Strasbourg                                               |
| Andrea Sestini Hlaváčková | 2      | New Haven, Pékin                                                |
| Kateřina Siniaková        | 2      | Roland-Garros, Wimbledon                                        |
| Katarina Srebotnik        | 2      | Charleston, Nuremberg                                           |
| Coco Vandeweghe           | 2      | Miami, US Open                                                  |
| Xu Yifan                  | 2      | Sydney, Eastbourne                                              |
| Vera Zvonareva            | 2      | Saint-Pétersbourg, Moscou                                       |

| Joueuse               | Début pro. | Premier titre  |
| --------------------- | ---------- | -------------- |
| Anna Blinkova         | 2016       | Rabat          |
| Naomi Broady          | 2007       | Monterrey      |
| Mihaela Buzărnescu    | 2004       | Strasbourg     |
| Olga Danilović        | 2017       | Tachkent       |
| Choi Ji-hee           | 2011       | Séoul          |
| Georgina García Pérez | 2010       | Budapest       |
| Alexa Guarachi        | 2008       | Gstaad         |
| Simona Halep          | 2008       | Shenzhen       |
| Han Na-lae            | 2009       | Séoul          |
| Irina Khromacheva     | 2012       | Bogota         |
| Desirae Krawczyk      | 2016       | Gstaad         |
| Maegan Manasse        | 2015       | Houston        |
| Greet Minnen          | 2015       | Luxembourg     |
| Jessica Pegula        | 2012       | Houston        |
| Anastasia Potapova    | 2016       | Moscou         |
| Ankita Raina          | 2009       | Taipei II      |
| Sara Sorribes Tormo   | 2012       | Monterrey      |
| Fanny Stollár         | 2015       | Budapest       |
| Jil Teichmann         | 2013       | Newport Beach  |
| Karman Thandi         | 2014       | Taipei II      |
| Taylor Townsend       | 2012       | Indian Wells I |
| Alison Van Uytvanck   | 2010       | Luxembourg     |
| Tamara Zidanšek       | 2015       | Tachkent       |

#### Titres par nation
| Pays               | Nombre | Titre(s) |
| ------------------ | ------ | --- |
| Chine              | 11     | Sydney, Taipei I, Dubaï, Zhengzhou, Istanbul, Bol, Eastbourne, Nanchang, Washington, Hiroshima, Hong Kong   |
| États-Unis         | 10     | Indian Wells I, Miami, Stuttgart, Prague, Nottingham, Gstaad, US Open, Québec, Tianjin, Houston             |
| République tchèque | 10     | Indian Wells II, Prague, Roland-Garros, Wimbledon, San José, Cincinnati, New Haven, Chicago, Pékin, Tianjin |
| Russie             | 10     | Saint-Pétersbourg, Charleston, Bogota, Rabat, Anning, Madrid, Moscou I, Cincinnati, Moscou II, Limoges      |
| Pays-Bas           | 8      | Brisbane, Auckland, Hobart, Rome, Nuremberg, Bois-le-Duc, Montréal, Wuhan                                   |
| Belgique           | 7      | Hobart, Indian Wells I, Lugano, Bois-le-Duc, Wuhan, Linz, Luxembourg                                        |
| Australie          | 6      | Miami, Rome, Montréal, US Open, Guangzhou, Hong Kong                                                        |
| Slovénie           | 6      | Charleston, Bogota, Anning, Nuremberg, Calvià, Tachkent                                                     |
| Allemagne          | 4      | Acapulco, Stuttgart, Chicago, Moscou                                                                        |
| Hongrie            | 4      | Australian Open, Budapest, Birmingham, Masters                                                              |
| Roumanie           | 4      | Shenzhen, Rabat, Strasbourg, Bucarest                                                                       |
| Canada             | 3      | Sydney, Doha, Eastbourne                                                                                    |
| Espagne            | 3      | Budapest, Monterrey, Calvià                                                                                 |
| France             | 3      | Australian Open, Birmingham, Masters                                                                        |
| Japon              | 3      | Newport Beach, Hiroshima, Tokyo                                                                             |
| Taipei chinois     | 3      | Dubaï, Indian Wells II, San José                                                                            |
| Royaume-Uni        | 2      | Acapulco, Monterrey                                                                                         |
| Suisse             | 2      | Newport Beach, Saint-Pétersbourg                                                                            |
| Chili              | 1      | Gstaad |
| Croatie            | 1      | Washington                                                                                                  |
| Colombie           | 1      | Bol |
| Corée du Sud       | 1      | Séoul |
| Inde               | 1      | Taipei II                                                                                                   |
| Italie             | 1      | Auckland |
| Kazakhstan         | 1      | Limoges |
| Lettonie           | 1      | Doha |
| Pologne            | 1      | Nottingham                                                                                                  |
| Serbie             | 1      | Tachkent |
| Suède              | 1      | Linz |
| Ukraine            | 1      | Zhuhai |

Note : Un titre remporté par une paire du même pays ne compte que pour un titre.

### Retraits du circuit
- Casey Dellacqua[15]
- Marina Erakovic[16]
- Bojana Jovanovski Petrović[17]
- Karin Knapp[18]
- An-Sophie Mestach[19]
- Agnieszka Radwańska[20]
- Francesca Schiavone[21]
- Patty Schnyder[22]
- Roberta Vinci[23]
- Aleksandra Wozniak[24]